# 12-Stunden-Rennen von Sebring 2025

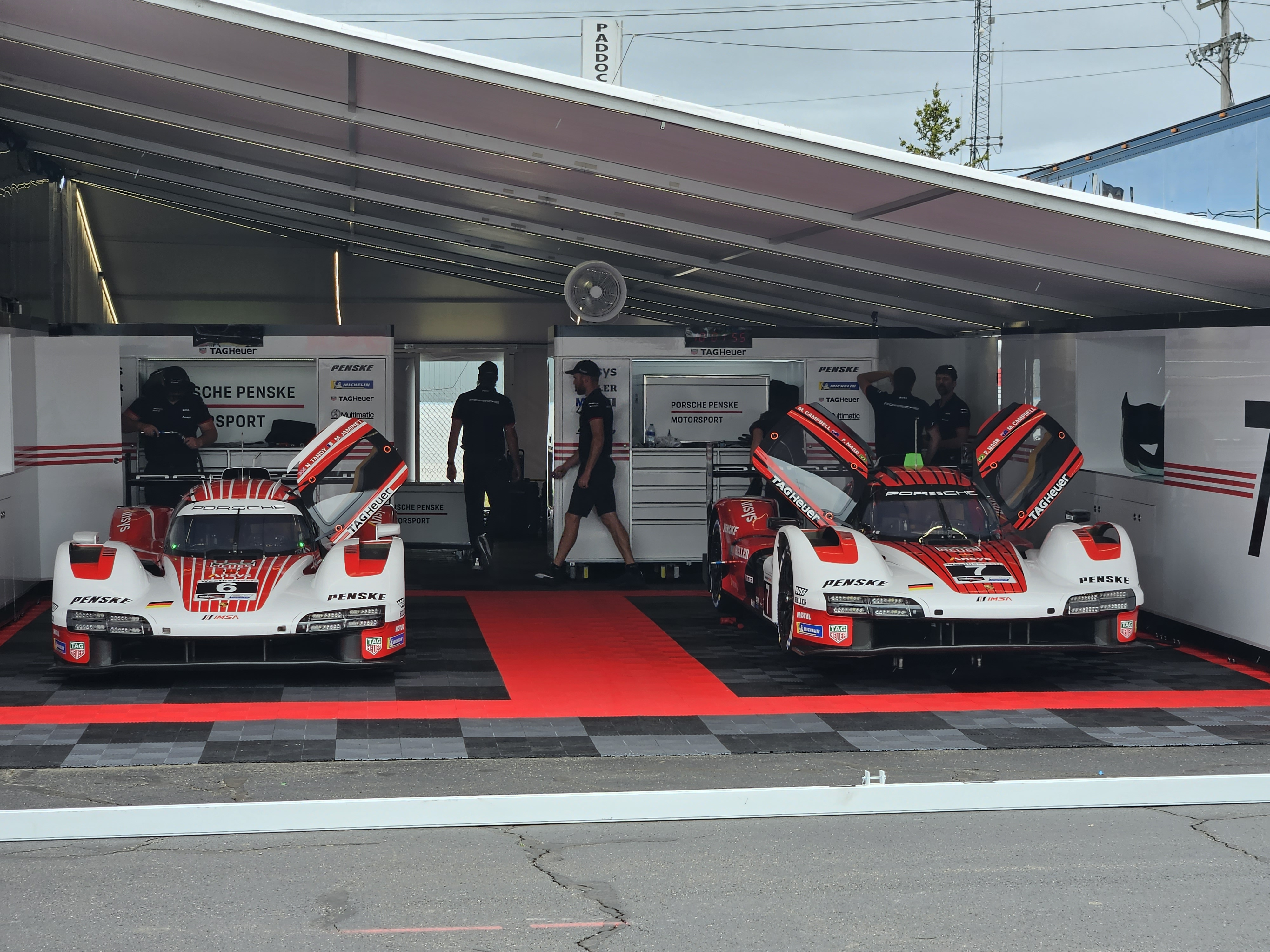
Die beiden siegreichen Porsche 963, hier beim 6-Stunden-Rennen von Watkins Glen 2023

Das 73. 12-Stunden-Rennen von Sebring, auch  73nd Mobil 1 Twelve Hours of Sebring Presented by Cadillac, fand am 14. und 15. März 2025 auf dem Sebring International Raceway statt und war der zweite Wertungslauf der IMSA WeatherTech SportsCar Championship dieses Jahres.

## Das Rennen
Nach seinem Gesamtsieg beim 24-Stunden-Rennen von Daytona gewann das Porsche-Penske-Trio Felipe Nasr, Nick Tandy und Laurens Vanthoor im 963 auch in Sebring. Für Nick Tandy war es die Vollendung einer außergewöhnlichen Karriere als Sportwagen-Rennfahrer. Der Sieg in Sebring war der letzte Mosaikstein, der ihm in seiner Sammlung an Langstrecken-Rennerfolgen noch fehlte. Davor hatte er das 24-Stunden-Rennen von Le Mans 2015, das 24-Stunden-Rennen auf dem Nürburgring 2018, das 24-Stunden-Rennen von Spa-Francorchamps 2020, das Petit Le Mans 2014 und eben 2025 Daytona gewonnen. Er ist der einzige Rennfahrer der Motorsportgeschichte, der diese sechs Rennen gewinnen konnte. Dazu Tandy selbst: „Es ist unglaublich, denn ich hätte nie gedacht, dass es eine so große Sache sein würde, alle vier 24-Stunden-Rennen zu gewinnen. Aber dann wurde weltweit darüber gesprochen. Dann kam einer auf mich zu und sprach vom Sextupel, was noch niemandem zuvor gelungen ist. Das zu erreichen, dürfte noch schwerer sein als nur die 24-Stunden-Rennen. Ich freue mich einfach, dass mir so gute Leute auf dem Weg dorthin geholfen haben. Es ist einfach großartig.“

## Ergebnisse

### Schlussklassement
| 1           | GTP     | 7   | Porsche Penske Motorsport                    | Felipe Nasr Nick Tandy Laurens Vanthoor                 | Porsche 963                      | 353 |
| 2           | GTP     | 6   | Porsche Penske Motorsport                    | Matt Campbell Kévin Estre Mathieu Jaminet               | Porsche 963                      | 353 |
| 3           | GTP     | 93  | Acura Meyer Shank Racing with Curb-Agajanian | Alex Palou Renger van der Zande Nick Yelloly            | Acura ARX-06                     | 353 |
| 4           | GTP     | 31  | Cadillac Whelen                              | Jack Aitken Earl Bamber Frederik Vesti                  | Cadillac V-Series.R              | 353 |
| 5           | GTP     | 25  | BMW M Team RLL                               | Robin Frijns Sheldon van der Linde Marco Wittmann       | BMW M Hybrid V8                  | 353 |
| 6           | GTP     | 5   | Proton Competition                           | Neel Jani Nico Pino Tristan Vautier                     | Porsche 963                      | 353 |
| 7           | GTP     | 10  | Cadillac Wayne Taylor Racing                 | Filipe Albuquerque Will Stevens Ricky Taylor            | Cadillac V-Series.R              | 352 |
| 8           | GTP     | 85  | JDC–Miller MotorSports                       | Gianmaria Bruni Tijmen van der Helm Nico Müller         | Porsche 963                      | 352 |
| 9           | GTP     | 23  | Aston Martin THOR Team                       | Roman De Angelis Ross Gunn Alex Riberas                 | Aston Martin Valkyrie AMR-LMH    | 351 |
| 10          | GTP     | 60  | Acura Meyer Shank Racing with Curb-Agajanian | Tom Blomqvist Colin Braun Scott Dixon                   | Acura ARX-06                     | 348 |
| 11          | LMP2    | 43  | Inter Europol Competition                    | Tom Dillmann Bijoy Garg Jeremy Clarke                   | Oreca 07                         | 347 |
| 12          | LMP2    | 8   | Tower Motorsports                            | Sebastián Álvarez Sébastien Bourdais John Farano        | Oreca 07                         | 347 |
| 13          | LMP2    | 11  | TDS Racing                                   | Mikkel Jensen Hunter McElrea Steven Thomas              | Oreca 07                         | 347 |
| 14          | LMP2    | 74  | Riley Technologies                           | Josh Burdon Felipe Fraga Gar Robinson                   | Oreca 07                         | 347 |
| 15          | LMP2    | 2   | United Autosports USA                        | Nicholas Boulle Ben Hanley Juan Manuel Correa           | Oreca 07                         | 347 |
| 16          | LMP2    | 04  | CrowdStrike Racing by APR                    | Malthe Jakobsen George Kurtz Toby Sowery                | Oreca 07                         | 347 |
| 17          | LMP2    | 99  | AO Racing                                    | Dane Cameron Jonny Edgar P. J. Hyett                    | Oreca 07                         | 346 |
| 18          | LMP2    | 22  | United Autosports USA                        | Paul di Resta Dan Goldburg Rasmus Lindh                 | Oreca 07                         | 342 |
| 19          | GTD-Pro | 77  | AO Racing                                    | Klaus Bachler Laurin Heinrich Alessio Picariello        | Porsche 911 GT3 R (992)          | 329 |
| 20          | GTD-Pro | 48  | Paul Miller Racing                           | Dan Harper Max Hesse Jesse Krohn                        | BMW M4 GT3 Evo                   | 329 |
| 21          | GTD-Pro | 1   | Paul Miller Racing                           | Connor De Phillippi Madison Snow Neil Verhagen          | BMW M4 GT3 Evo                   | 329 |
| 22          | GTD-Pro | 81  | DragonSpeed                                  | Albert Costa Davide Rigon Giacomo Altoè                 | Ferrari 296 GT3                  | 329 |
| 23          | GTD-Pro | 64  | Ford Multimatic Motorsports                  | Ben Barker Sebastian Priaulx Mike Rockenfeller          | Ford Mustang GT3                 | 329 |
| 24          | GTD-Pro | 65  | Ford Multimatic Motorsports                  | Christopher Mies Dennis Olsen Frédéric Vervisch         | Ford Mustang GT3                 | 329 |
| 25          | GTD-Pro | 3   | Corvette Racing by Pratt Miller Motorsports  | Antonio García Daniel Juncadella Alexander Sims         | Chevrolet Corvette Z06 GT3.R     | 328 |
| 26          | GTD-Pro | 20  | Proton Competition                           | Matteo Cressoni Richard Lietz Claudio Schiavoni         | Porsche 911 GT3 R (992)          | 327 |
| 27          | GTD     | 57  | Winward Racing                               | Indy Dontje Philip Ellis Russell Ward                   | Mercedes-AMG GT3 Evo             | 327 |
| 28          | GTD     | 12  | Vasser Sullivan Racing                       | Jack Hawksworth Frankie Montecalvo Parker Thompson      | Lexus RC F GT3                   | 327 |
| 29          | GTD     | 27  | Heart of Racing Team                         | Tom Gamble Zacharie Robichon Casper Stevenson           | Aston Martin Vantage AMR GT3 Evo | 327 |
| 30          | GTD     | 70  | Inception Racing                             | Brendan Iribe Ollie Millroy Frederik Schandorff         | Ferrari 296 GT3                  | 327 |
| 31          | GTD     | 120 | Wright Motorsports                           | Adam Adelson Tom Sargent Elliott Skeer                  | Porsche 911 GT3 R (992)          | 326 |
| 32          | GTD     | 96  | Turner Motorsport                            | Robby Foley Patrick Gallagher Jake Walker               | BMW M4 GT3 Evo                   | 326 |
| 33          | GTD     | 34  | Conquest Racing                              | Manny Franco Cédric Sbirrazzuoli Daniel Serra           | Ferrari 296 GT3                  | 326 |
| 34          | GTD     | 36  | DXDT Racing                                  | Charlie Eastwood Alec Udell Salih Yoluç                 | Chevrolet Corvette Z06 GT3.R     | 326 |
| 35          | GTD-Pro | 4   | Corvette Racing by Pratt Miller Motorsports  | Nicky Catsburg Tommy Milner Nicolás Varrone             | Chevrolet Corvette Z06 GT3.R     | 325 |
| 36          | GTD-Pro | 9   | Pfaff Motorsports                            | Andrea Caldarelli James Hinchcliffe Marco Mapelli       | Lamborghini Huracán GT3 Evo 2    | 325 |
| 37          | GTD     | 80  | Lone Star Racing                             | Scott Andrews Eric Filgueiras Dan Knox                  | Mercedes-AMG GT3 Evo             | 325 |
| 38          | GTD     | 13  | AWA                                          | Matthew Bell Orey Fidani Lars Kern                      | Chevrolet Corvette Z06 GT3.R     | 325 |
| 39          | GTD     | 83  | Iron Dames                                   | Sarah Bovy Rahel Frey Michelle Gatting                  | Porsche 911 GT3 R (992)          | 325 |
| 40          | GTD     | 78  | Forte Racing                                 | Mario Farnbacher Misha Goikhberg Parker Kligerman       | Lamborghini Huracán GT3 Evo 2    | 323 |
| 41          | GTD     | 66  | Gradient Racing                              | Till Bechtolsheimer Tatiana Calderón Joey Hand          | Ford Mustang GT3                 | 322 |
| 42          | GTD     | 45  | Wayne Taylor Racing                          | Graham Doyle Danny Formal Trent Hindman                 | Lamborghini Huracán GT3 Evo 2    | 322 |
| 43          | GTP     | 24  | BMW M Team RLL                               | Philipp Eng Kevin Magnussen Dries Vanthoor              | BMW M Hybrid V8                  | 322 |
| Ausgefallen |         |     |                                              |                                                         |                                  |     |
| 44          | GTP     | 40  | Cadillac Wayne Taylor Racing                 | Louis Delétraz Brendon Hartley Jordan Taylor            | Cadillac V-Series.R              | 345 |
| 45          | LMP2    | 52  | PR1/Mathiasen Motorsports                    | Mathias Beche Benjamin Pedersen Rodrigo Sales           | Oreca 07                         | 321 |
| 46          | GTD     | 021 | Triarsi Competizione                         | Stevan McAleer Sheena Monk Mike Skeen                   | Ferrari 296 GT3                  | 293 |
| 47          | LMP2    | 88  | AF Corse                                     | Nicklas Nielsen Luís Pérez Companc Matías Pérez Companc | Oreca 07                         | 260 |
| 48          | GTP     | 63  | Automobili Lamborghini Squadra Corse         | Mirko Bortolotti Romain Grosjean ---- Daniil Kvyat      | Lamborghini SC63                 | 256 |
| 49          | GTD-Pro | 14  | Vasser Sullivan Racing                       | Kyle Kirkwood Aaron Telitz José María López             | Lexus RC F GT3                   | 255 |
| 50          | GTD     | 21  | AF Corse                                     | Simon Mann Alessandro Pier Guidi Lilou Wadoux           | Ferrari 296 GT3                  | 255 |
| 51          | GTD     | 19  | Van der Steur Racing                         | Valentin Hasse-Clot Anthony McIntosh Rory van der Steur | Aston Martin Vantage AMR GT3 Evo | 198 |
| 52          | GTD     | 32  | Korthoff Competition Motors                  | Maximilian Götz Kenton Koch Seth Lucas                  | Mercedes-AMG GT3 Evo             | 183 |
| 53          | LMP2    | 73  | Pratt Miller Motorsports                     | Christopher Cumming Pietro Fittipaldi James Roe         | Oreca 07                         | 144 |
| 54          | GTD     | 47  | Cetilar Racing                               | Antonio Fuoco Lorenzo Patrese Giorgio Sernagiotto       | Ferrari 296 GT3                  | 52  |
| 55          | LMP2    | 18  | Era Motorsport                               | David Heinemeier Hansson Tobias Lütke Kakunoshin Ohta   | Oreca 07                         | 37  |
| 56          | GTD     | 023 | Triarsi Competizione                         | Alessio Rovera Charlie Scardina Onofrio Triarsi         | Ferrari 296 GT3                  | 24  |

### Nur in der Meldeliste
Zu diesem Rennen sind keine weiteren Meldungen bekannt.

### Klassensieger
| Klasse  | Fahrer        | Fahrer          | Fahrer             | Fahrzeug                | Platzierung im Gesamtklassement |
| ------- | ------------- | --------------- | ------------------ | ----------------------- | ------------------------------- |
| GTP     | Felipe Nasr   | Nick Tandy      | Laurens Vanthoor   | Porsche 963             | Gesamtsieg                      |
| LMP2    | Tom Dillmann  | Bijoy Garg      | Jeremy Clarke      | Oreca 07                | Rang 11                         |
| GTD-Pro | Klaus Bachler | Laurin Heinrich | Alessio Picariello | Porsche 911 GT3 R (992) | Rang 19                         |
| GTD     | Indy Dontje   | Philip Ellis    | Russell Ward       | Mercedes-AMG GT3 Evo    | Rang 27                         |

### Renndaten
- Gemeldet: 56
- Gestartet: 56
- Gewertet: 43
- Rennklassen: 4
- Zuschauer: unbekannt
- Wetter am Renntag: trocken und warm
- Streckenlänge: 6,019 km
- Fahrzeit des Siegerteams: 12:01:23,265 Stunden
- Gesamtrunden des Siegerteams: 353
- Gesamtdistanz des Siegerteams: 2124,707 km
- Siegerschnitt: unbekannt
- Pole Position: Dries Vanthoor – BMW M Hybrid V8 (#24) – 1:47,091 = 202,333 km/h
- Schnellste Rennrunde: Felipe Nasr – Porsche 963 (#7) – 1:49,120 = 198,570 km/h
- Rennserie: 2. Lauf zur IMSA WeatherTech SportsCar Championship 2025